# (73252) 2002 JQ42
(73252) 2002 JQ42 – planetoida z pasa głównego asteroid okrążająca Słońce w ciągu 3,8 lat w średniej odległości 2,43 j.a. Odkryta 8 maja 2002 roku.